# Motezuma (de Majo)
Motezuma (gelegentlich auch Montezuma genannt) ist eine Oper in drei Akten von Gian Francesco de Majo (Musik). Das Libretto schrieb Vittorio Amedeo Cigna-Santi nach der Historia de la conquista de México von Antonio de Solís. Die Uraufführung erfolgte in der Karneval-Saison 1765 im Teatro Regio in Turin.

## Handlung
Die Oper handelt von der Eroberung Mexikos durch die vom Konquistador Hernán Cortés geführten spanischen Truppen und der Kapitulation Montezumas, des Herrschers der Azteken.

### Erster Akt
Die spanischen Eroberer unter Cortes nähern sich der aztekischen Hauptstadt. Bei ihnen befinden sich auch indianische Hilfstruppen, die von Teutile angeführt werden. Der aztekische Herrscher Motezuma wurde bereits durch Vorzeichen gewarnt. Er begrüßt die Ankömmlinge und überreicht ihnen Geschenke und Sklavinnen, um sie gnädig zu stimmen und einen Krieg zu vermeiden. Unter diesen Sklavinnen ist auch seine gefangene Widersacherin, die Prinzessin Lisinga, die in Teutile verliebt ist. Seine eigene geplante Hochzeit mit Guacosinga wird aufgeschoben.
Nach einer ersten verlorenen Schlacht nimmt Motezuma Friedensverhandlungen mit Cortes auf. Dabei begegnen sich Lisinga und Teutile wieder. Lisinga wird inzwischen auch vom Spanier Pilpatoe begehrt, erwidert dessen Liebe allerdings nicht.

### Zweiter Akt
Die Verhandlungen verlaufen zunächst unter freundlichen Bedingungen. Die beiden Gegner misstrauen einander aber noch. Cortes befürchtet einen Aufstand der Azteken, und Motezuma kennt immer noch nicht die eigentlichen Pläne des Gegners. Cortes fordert von Motezuma, seinen „falschen“ Göttern abzuschwören und den christlichen Glauben anzunehmen. Motezuma erklärt sich bereit, darüber zumindest nachzudenken. Guacozinga jedoch ist zornig über dieses Ansinnen. Nachdem Lisinga Cortes vor einem möglichen Volksaufstand der Azteken gewarnt hat, behält Cortez Motezuma als freiwillige Geisel im spanischen Lager. Guacozinga schwört Rache.

### Dritter Akt
Obwohl der aztekische Aufstand immer noch nicht begonnen hat, überredet Guacozinga Pilpatoe, einen Gegenangriff zu starten. Lisinga versucht, sie zu besänftigen und bittet sie, mit Motezuma zu reden. Teutile hat von dem geplanten Aufstand gehört und teilt es Cortes mit. Dieser hält zunächst Motezuma für den Anstifter und lässt ihn gefangen nehmen. Da Motezumas Unschuld jedoch schnell erkannt wird, lässt er ihn bald wieder frei. Trotz der Warnungen Guacozingas will Motezuma mit den Aufständischen reden, um die Feindseligkeiten zu stoppen.
Motezuma wurde während seiner Ansprache vom aztekischen Volk getötet. In seinem letzten Willen hat er das Reich den Spaniern übergeben und Cortes zur Rache aufgefordert. Cortes schwört, die Gegner zu vernichten und die aztekischen Tempel zu zerstören. Die Stadt ist jedoch bereits von Guacozinga selbst in Brand gesteckt worden, damit ihre Schätze nicht in die Hände der Spanier fallen. Guacozinga tötet sich schließlich selbst. Die Oper endet so im Gegensatz zu den meisten Barock-Opern tragisch.

## Entstehung
In der Mitte des 18. Jahrhunderts waren exotische Stoffe auf der Opernbühne äußerst beliebt. Der Montezuma-Stoff wurde gleich mehrfach als Libretto bearbeitet und vertont. Bereits 1733 komponierte Antonio Vivaldi seine Oper Motezuma auf einen Text von Girolamo Alvise Giusti, und 1755 schrieb der Preußenkönig Friedrich II. selbst ein Libretto, das unter dem Namen Montezuma von Carl Heinrich Graun vertont wurde. Die beliebteste Fassung stammt jedoch von Vittorio Amedeo Cigna-Santi. Sie wurde außer von de Majo auch von Josef Mysliveček (1771) Giovanni Paisiello (1772), Baldassare Galuppi (1772), Antonio Sacchini (1775), Pasquale Anfossi (1776), Giacomo Insanguine (1780) und Niccolò Antonio Zingarelli (1781) vertont.

## Aufführungsgeschichte
Bei der Uraufführung von 1765 sangen in den Hauptrollen Giuseppe Aprile als Motezuma und Catterina Pilaia als Guacozinga. Die Namen der anderen Mitwirkenden sind im Libretto wie folgt angegeben: Guglielmo Ettore (Cortes), Giuseppe Cicognani (Teutile), Giuditta Lampugnani (Lisinga), Filippo Lorenzini (Pilpatoe).
1795 schrieb Wilhelm Heinse den dreibändigen Roman Hildegard von Hohenthal in dem er die Geschichte der italienischen Oper detailliert darstellte. De Majos Oper Motezuma wird darin ausführlich beschrieben.
Im Mai 2003 wurde die Oper im Stadttheater Aschaffenburg von der Capella della Pieta de’ Turchini erstmals wieder aufgeführt. Das Aufführungsmaterial dazu wurde vom Dirigenten Antonio Florio erstellt. Die Regie führte Sergio Vela. Eine weitere Aufführung fand am 6. Mai 2004 im Centro di Musica Antica Pietà de’ Turchini in Neapel statt. Die Sänger waren Maria Ercolano (Motezuma), Maria Grazia Schiavo (Guacosinga), Roberta Andalò (Lisinga), Makoto Sakurada (Cortes), Dionisia Di Vico (Teutile) und Gabriella Colecchia (Pilpatoe). Ein Mitschnitt wurde am 18. April 2004 vom Radiosender Bayern 4 Klassik und am 11. Dezember 2005 von SWR2 gesendet.